# Ораторий Сан-Марко
Ораторий Сан-Марко (итал. Oratorio di San Marco) — ораторий в византийском стиле в Россано, в итальянском регионе Калабрия.
Ораторий был основан в Х веке Нилом Россанским, на месте более старого религиозного сооружения, построенного византийским протоспафарием и первоначально посвящённого Великомученице Анастасии. При святом Ниле церковь была отреставрирована и обрела новую жизнь, став местом, где можно было предаваться аскезе.
В XIX веке это место использовалось как кладбище для жертв холеры; для захоронения трупов было вырыто множество ям.
Церковь стоит на туфовом отроге в юго-восточной части центра Россано. Это здание квадратной формы с планом в виде греческого креста характеризуется пятью цилиндрическими куполами с боковыми однострельчатыми окнами, тремя апсидами с фронтальными двухстрельчатыми окнами и алтарём. В церкви также сохранились остатки древних фресок, в том числе Мадонны Одигитрии, обнаруженной во время реставрации 1926—1931 годов. Прозрачные современные вставки в полу позволяют увидеть, что под храмом находится крипта.
Наряду с Каттоликой в Стило, ораторий Святого Марка — один из важнейших образцов византийской архитектуры в Калабрии. С 2006 года, наряду с семью другими византийскими памятниками Калабрии, ораторий претендует на включение в список объектов Всемирного наследия ЮНЕСКО.

## Галерея

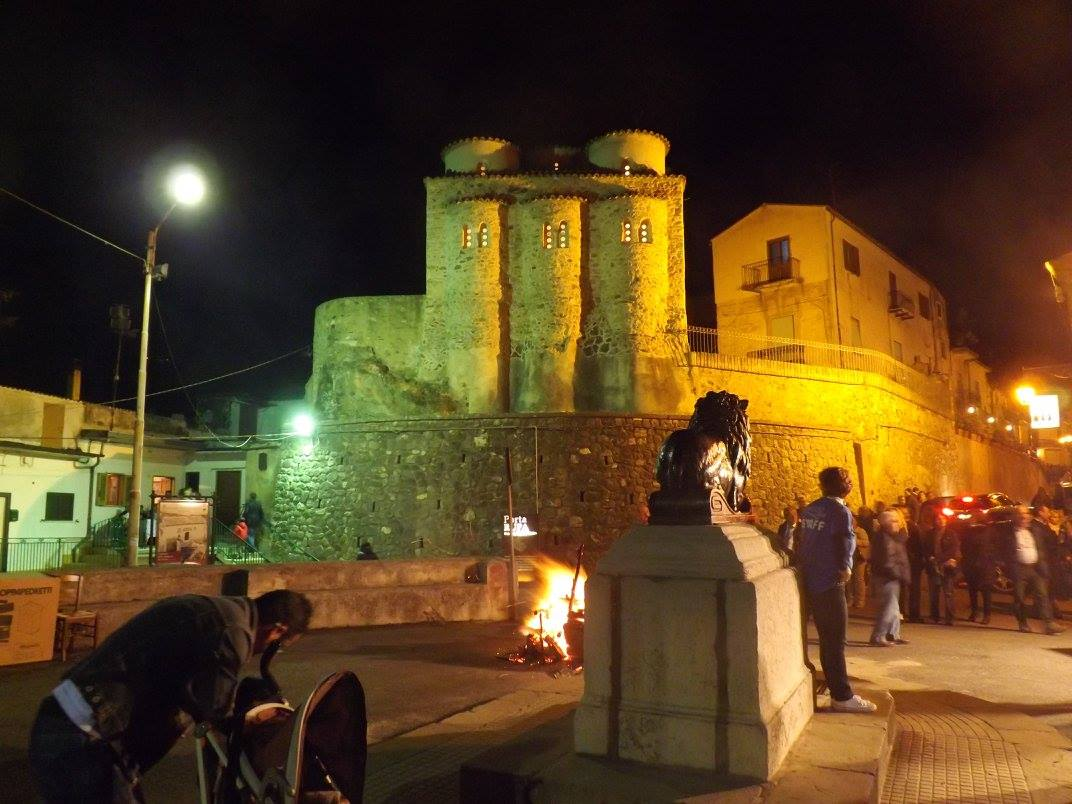
В ночное время
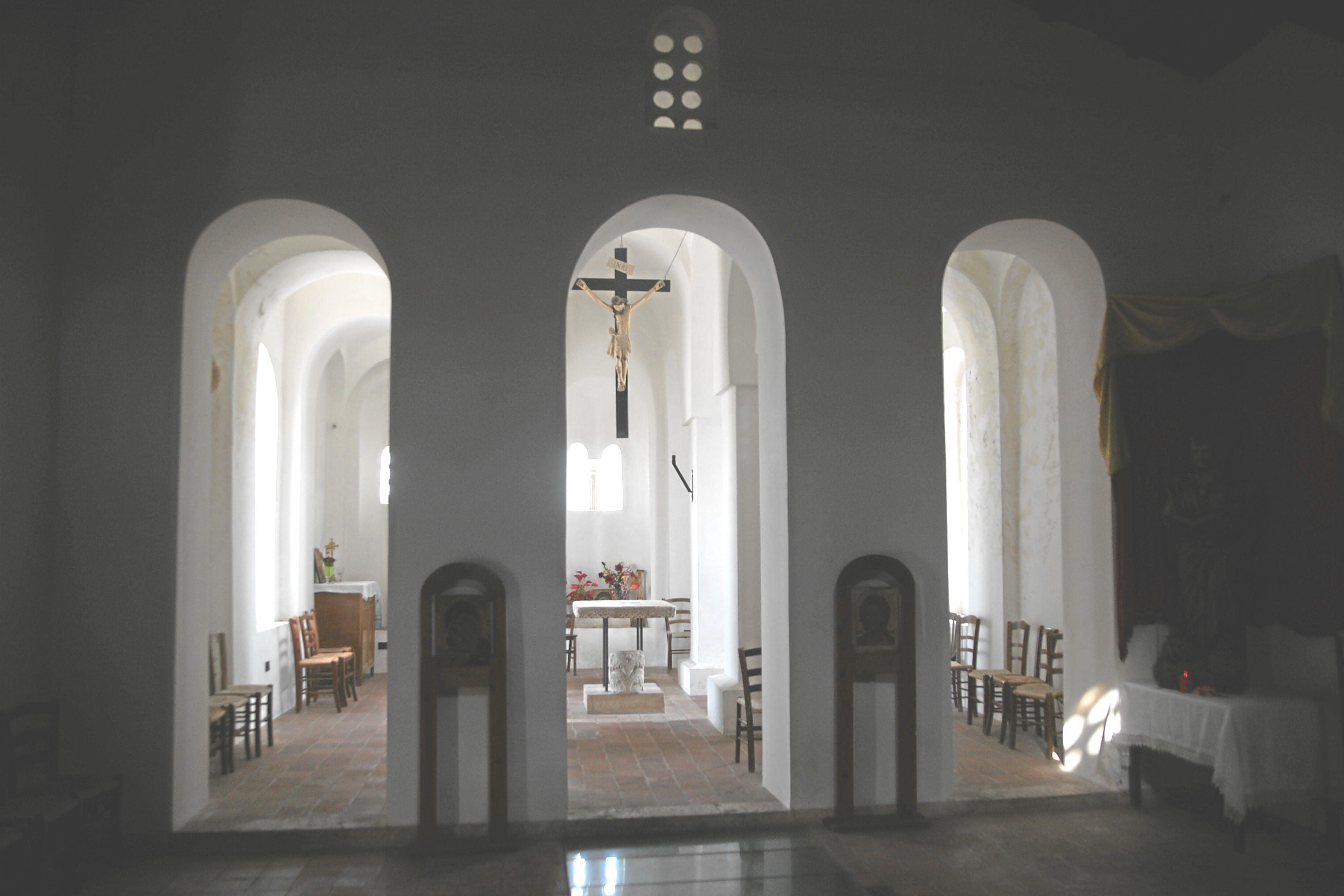
Интерьер оратория
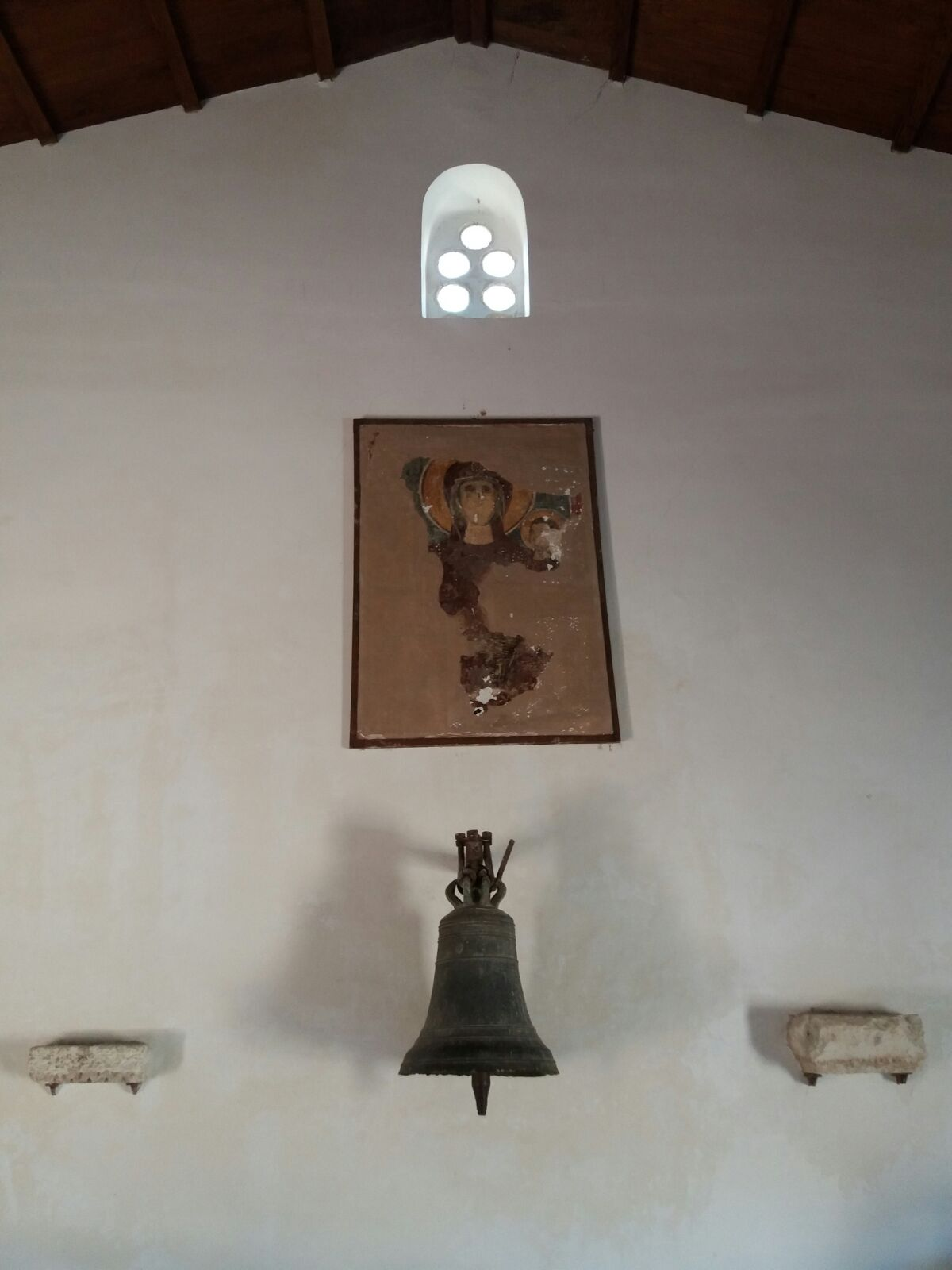
Одигитрия
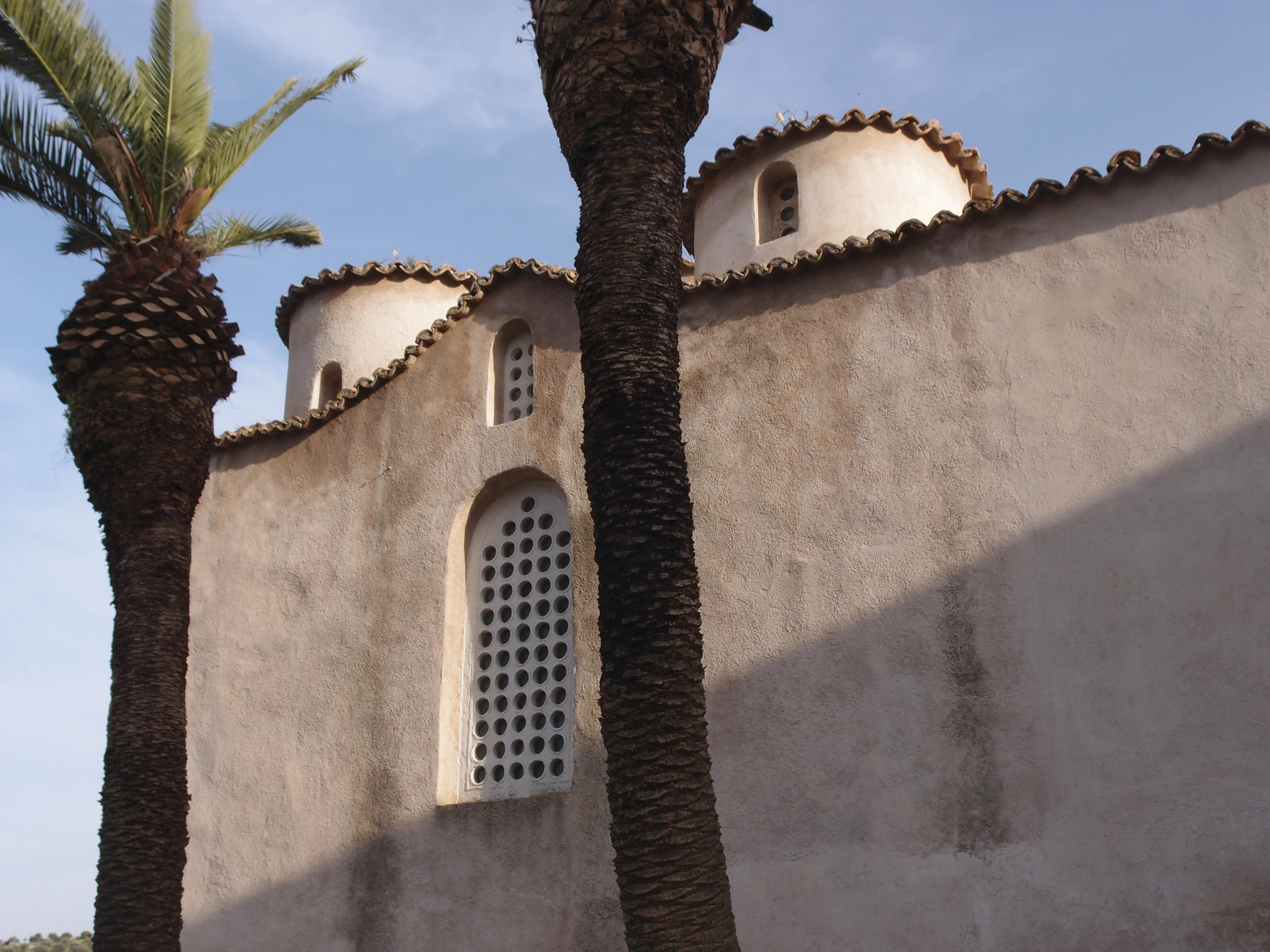
Стена оратория